# 2015 RJ277
2015 RJ277 est un objet binaire de la ceinture de Kuiper faisant partie des cubewanos.

## Caractéristiques
2015 RJ277 mesure environ 146 km de diamètre ayant un satellite de 54 km. Le satellite orbite à 1 100 km de distance,. L'objet pourrait être qualifié de transneptunien double.